# Alpha Ursae Majoris
Désignations
Alpha Ursae Majoris (α UMa / α Ursae Majoris), également nommée Dubhé, est, après Alioth (ε UMa / Epsilon Ursae Majoris), la deuxième étoile la plus brillante dans la constellation de la Grande Ourse, en dépit de sa désignation de Bayer « alpha ». Sa magnitude apparente combinée est de 1,79. D'après la mesure de sa parallaxe annuelle par le satellite Hipparcos, elle est située à environ ∼ 123 a.l. (∼ 37,7 pc) de la Terre.

## Nomenclature, histoire et mythologie

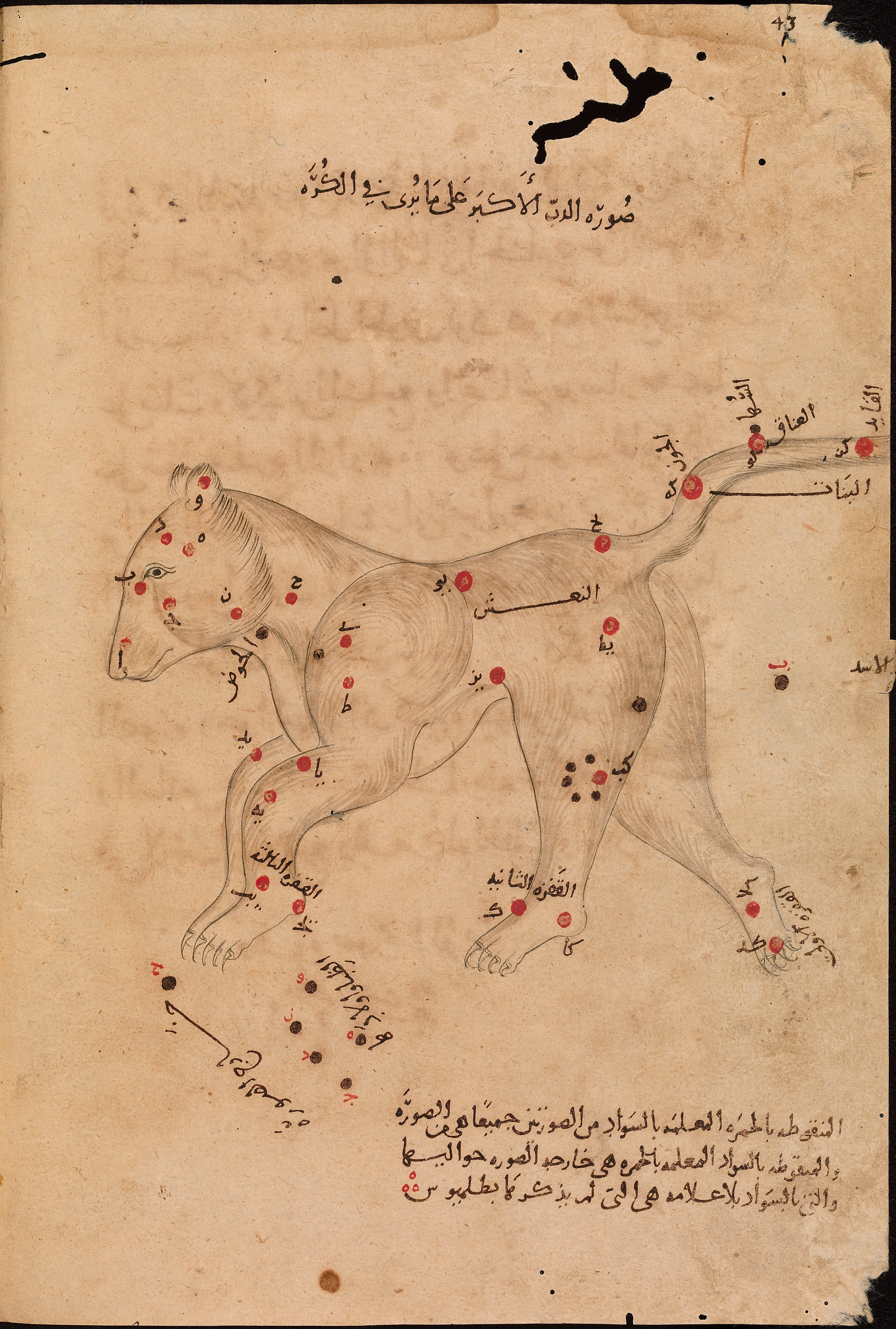
الدبّ الأكبر al-Dubb al-Akbar, « la Grande Ourse » dans une édition du traité de ᶜAbd al-Raḥmān al-Ṣūfī XIe s.

Dubhe (Dubhé en français) est le nom de l'étoile qui a été approuvé par l’Union astronomique internationale (UAI) le 30 juin 2016. Ce nom est dérivé de l'arabe ours.  
Introduit au XIIIe siècle sous la forme Edub par Jean de Londres (ca. 1230-1240) grâce aux traductions des textes sur l’astrolabe — on trouve en effet le nom plus explicite ظهرالدبّ Ẓahr al-Dubb sur des saphées universelles d’al-Zarqālī, l’Azarchel des Latins (1216-1218) —, il prit sa forme actuelle au XVIe siècle avec Johannes Stöffler,.
On trouve aussi le nom complet de cette étoile, à savoir Thahr al Dubb al Akbar, qui est l’arabe ظهرالدبّ الأكبر Ẓahr al-Dubb al-Akbar (le dos du grand ours). Transcrit une première fois par Thomas Hyde ‘Thahr al Dubb al-Akbar’, dans la traduction du زيجِ سلطانی Zīğ-i Sulṭānī ou « Tables sultaniennes » d’Uluġ Bēg (1437), il est à nouveau transcrit sous la forme ’Ṭhahr al Dubb al Akbar’ par Richard Hinckley Allen (1899), et c'est sous cette forme qu'il passe dans plusieurs catalogues.

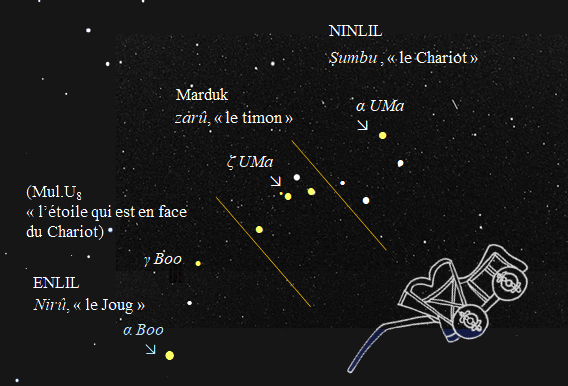
Les étoiles de MAR.GÍD.DA = Ṣumbu, « le Chariot », dans la Série MUL.APIN, av. 627 av. è. c.

En Mésopotamie , cette étoile était connue comme MAR.GÍD.DA = Ṣumbu, « le Chariot », nom attesté dans un document du 2e millénaire avant notre ère « Prières aux dieux de la nuit ». Au début du Ier millénaire, la série MUL.APIN, qui est le premier traité d'astronomie mésopotamienne, découvert à Ninive dans la bibliothèque d'Assurbanipal et datant au plus tard de 627 av. è. c., nous présente MAR.GÍD.DA = Ṣumbu, « le Chariot », comme l'emblème de la déesse NIN.LÍL = Mulillu / Mulissu, « la Dame du Vent », l’épouse d’EN.LÍL = Elil, « le maître du Vent », sur qui son nom semble formé. EN.LÍL = Elil est, qui avec AN = Anu et ENKI = Ea, aux zones célestes desquels sont affectées les étoiles, et il préside quant à lui celles du ciel boréal. Ce nom est à l’origine d’une constellation qui s’est développée au début du 1er millénaire avant notre ère et dont les Grecs ont fait Άμαξα, le « Chariot », à partir d’Eudoxe et Aratos.

## Description
Alpha Ursae Majoris forme une partie du Chariot, et avec Mérak elle est l'une des deux étoiles de la Grande Ourse (la plus septentrionale des deux) qui pointent en direction de α Ursae Minoris, l'étoile polaire. Cependant, elle ne fait pas partie du courant d'étoiles de la Grande Ourse.
C'est une étoile multiple formé de quatre étoiles. L'étoile primaire, désignée Dubhé A, est une étoile géante orange de type spectral K0III qui est en phase de combustion de l'hélium. Il s'agit d'une binaire spectroscopique et son compagnon, désigné Dubhé B, est une étoile jaune-blanc de la séquence principale, de type spectral F0V qui orbite à une distance de 20 ua. Enfin, une autre binaire spectroscopique vient compléter le système de Dubhé. Désignée Dubhé C, elle montre un spectre d'une étoile jaune-blanc de type F8 ; elle est localisée à une distance angulaire de 280 secondes d'arc de Dubhé A & B.